# Fimbristylis ovata
Fimbristylis ovata är en halvgräsart som först beskrevs av Nicolaas Laurens Nicolaus Laurent Burman, och fick sitt nu gällande namn av Johannes Hendrikus Kern. Fimbristylis ovata ingår i släktet Fimbristylis och familjen halvgräs. IUCN kategoriserar arten globalt som livskraftig. Inga underarter finns listade i Catalogue of Life.